# Вогнівка інжирна
Молелистокрутка (молелистовійка) інжирна (Choreutis nemorana Hb.) — вид метеликів родини хореутид (Choreutidae); шкідник, що пошкоджує інжир.

## Опис
Дуже дрібний метелик, розміром і забарвленням нагадує яблуневу вогнівку. В Україні поширений у Криму. Зимують дорослі гусениці переважно під засохлою корою і опалим листям. Навесні гусениці перетворюються на лялечок, через кілька днів з лялечок вилітають метелики, які в травні відкладають яйця (по одному) на листя інжиру. Один метелик може відкласти до 160 яєць. З яєць виходять гусениці, які скелетують листя інжиру і пошкоджують плоди. На листках під павутинкою гусениці виїдають м'якуш між жилками, не зачіпаючи епідерміс з протилежного боку листка, а на плодах спочатку обгризають шкірку, а потім угризаються всередину і виїдають м'якуш. Пошкоджені плоди розвиваються спотвореними, а листок інжира, пошкоджений інжирною молелистовійкою, дрібніший. Заляльковуються гусениці в щільних, кількашарових коконах, загинаючи при цьому край листка і примотуючи його павутиною.